# San Lorenzo de El Escorial
San Lorenzo de El Escorial ist eine Gemeinde im Nordwesten der spanischen Region Comunidad de Madrid.

## Geografie
Die Gemeinde liegt in der Sierra de Guadarrama in einer mittleren Höhe von 1035 Metern und ist 47 Kilometer von Madrid entfernt. Sie  hat 18.735 Einwohner (Stand: 2024).

## Sehenswürdigkeiten
In San Lorenzo befinden sich zwei Monumente, die mit der spanischen Geschichte eng verknüpft sind:
- Die Kloster- und Schlossanlage Real Sitio de San Lorenzo de El Escorial, 1563 bis 1584 auf Initiative des Königs Philipp II. von Spanien nach Plänen von Juan Bautista de Toledo errichtet, gilt als größter Renaissancebau der Welt.
- Die Abadía de la Santa Cruz del Valle de los Caídos kann als das bedeutendste architektonische Symbol der Franco-Diktatur angesehen werden.

## Städtepartnerschaften
Die Gemeinde pflegt Partnerschaften zu:
- Saint-Quentin in Frankreich
- San Lorenzo in Paraguay

## Weblinks

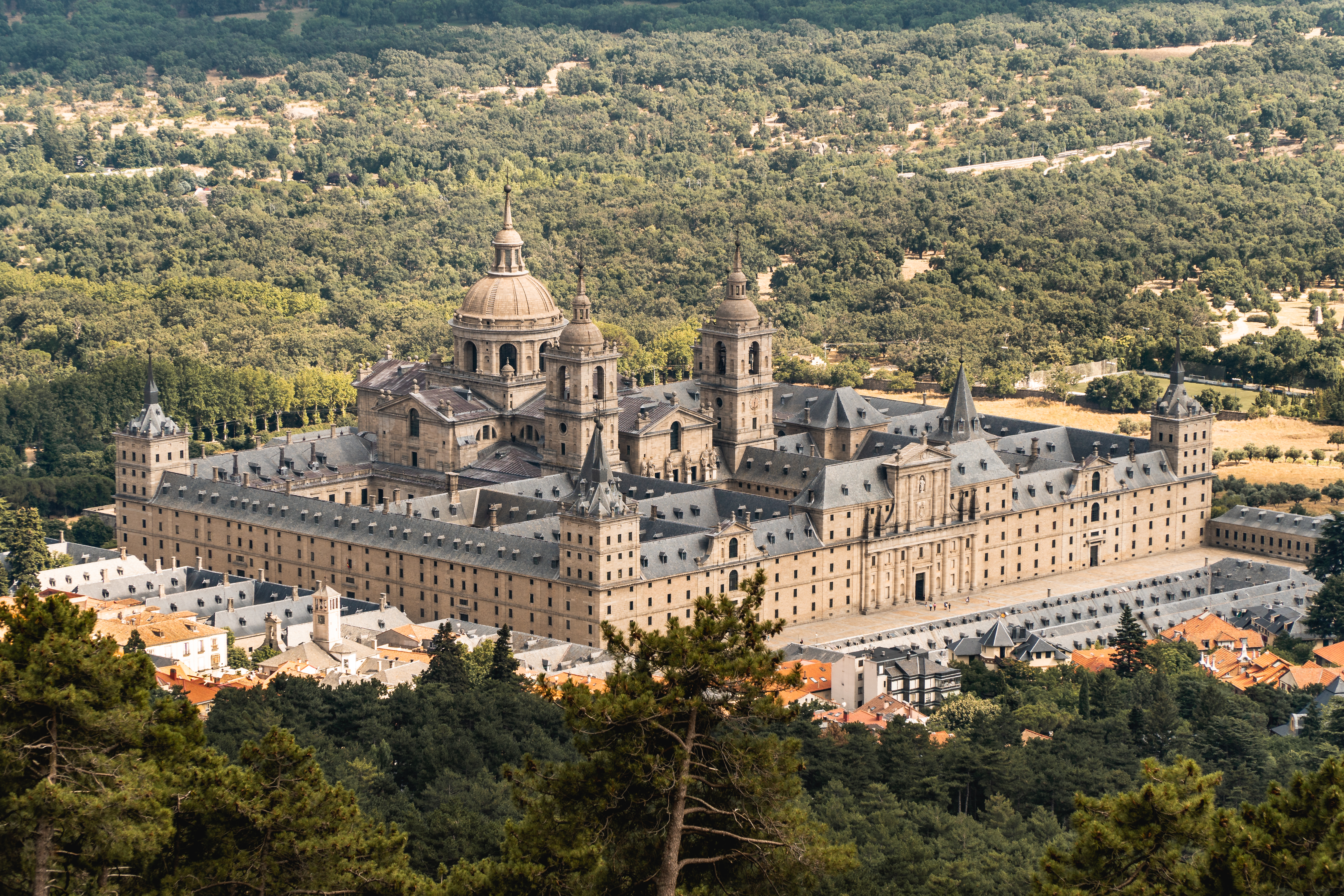
Klosterresidenz El Escorial, Blick auf die Gesamtanlage

## Söhne der Stadt
- Carlos Verona (* 1992), Radrennfahrer
- Munir El Haddadi (* 1995), Fußballspieler